# 2009 par pays en Océanie
Les événements de l'année 2009 en Océanie. Cet article traite des événements ayant marqué les pays situés en Océanie.
2007 par pays en Océanie - 2008 par pays en Océanie - 2009 - 2010 par pays en Océanie - 2011 par pays en Océanie
2006 en Océanie - 2007 en Océanie - 2008 en Océanie - 2009 en Océanie - 2010 en Océanie

## Océanie
- Janvier 2009 : selon deux études publiées récemment dans la revue Science, les ancêtres de toutes les populations du vaste domaine austronésien étaient établis sur l'île de Taïwan il y a quelque cinquante siècles et ont essaimé d'île en île, en plusieurs vagues migratoires. La première étude est basée sur une analyse de linguistique comparative qui montre que la langue à l'origine de tous les idiomes austronésiens était parlée, il y a environ 5200 ans, à Taïwan. La seconde étude repose sur la variabilité génétique d'Helicobacter pylori - la bactérie responsable de l'ulcère gastrique, qui est demeurée étroitement associée à Homo sapiens au cours de toutes ses migrations — la dispersion à partir de cette souche bactérienne ancestrale s'est produite il y a environ 5 000 ans; ce qui recoupe de manière stupéfiante les conclusions fondées sur la linguistique[1].

- Vendredi 31 juillet 2009 : troisième sommet France-Océanie à Nouméa en présence de Bernard Kouchner (Affaires étrangères) et Marie-Luce Penchard (Outre-mer). Ce sommet se tient sur fond de déception née de l'absence du chef de l'État et du Premier ministre français, que remplace le ministre des Affaires étrangères Bernard Kouchner. Destiné à consolider les liens entre la France et les pays de la région Pacifique, la plupart des États du Forum des îles du Pacifique, dont Australie et Nouvelle-Zélande, participent au sommet, autour des thèmes de défense, d'aide au développement et d'environnement[2].

## Palaos
- Lundi 15 juin 2009 : le président Johnson Toribiong annonce que son pays, qui compte environ 21 000 habitants, est d'accord pour recevoir temporairement des détenus ouïghours mais que la décision de les accueillir n'était pas encore définitivement prise, car une partie de la population de l'archipel ne voit pas d'un très bon œil l'arrivée de ces anciens détenus, qui appartiennent à une minorité musulmane et turcophone du nord-ouest de la Chine.

- Lundi 22 juin 2009 : cinq des treize Chinois ouïghours, libérés de Guantanamo et blanchis de tout soupçon de terrorisme depuis des années refusent d'aller à Palaos qui avait accepté de les accueillir.

## Île de Pâques
- Août 2009 : manifestations d'une partie des 5 000 habitants qui ont bloqué l'aéroport, empêchant pendant 48 heures les avions d'atterrir.

- Octobre 2009 : les habitants se sont prononcés massivement par référendum en faveur d'un contrôle renforcé des flux migratoires.

## Timor oriental
- Mercredi 1er juillet 2009 : le Front révolutionnaire du Timor oriental indépendant (Fretilin) demande au premier ministre, Xanana Gusmao, de démissionner car il l'accuse de « corruption » et de « népotisme » pour avoir accordé un contrat gouvernemental de 3,5 millions de dollars pour la fourniture de riz subventionné, avec la société Prima Food, dont sa fille Zenilda est actionnaire. Le vice-premier ministre, Mario Carrascalao, estime que le président a péché par naïveté en signant lui-même le contrat[3].